# 杨博墓
杨博墓，位于山西省运城市永济市蒲州镇王庄村东北300米，是中华人民共和国山西省文物保护单位之一。
1965年5月24日，授予山西省文物保护单位，是一座古墓葬，为杨博的墓穴。